# Platymantis nakanaiorum
Platymantis nakanaiorum är en groddjursart som beskrevs av Brown, Foufopoulos och Richards 2006. Platymantis nakanaiorum ingår i släktet Platymantis och familjen Ceratobatrachidae. IUCN kategoriserar arten globalt som otillräckligt studerad. Inga underarter finns listade i Catalogue of Life.